# Асікаґа Удзіміцу
Асікаґа Удзіміцу (4 вересня 1359 — 12 грудня 1398) — 2-й Канто-кубо (намісник регіону Канто в період Муроматі) у 1367—1398 роках.

## Життєпис
Походив зі знатного самурайського роду Асікаґа. Єдиний син Асікаґа Мотоудзі, канто-кубо. Народився у 1359 році. У 1367 році після смерті батька під час якоїсь епідемії стає новим канто-кубо. Проте через малий вік Удзіміцу
фактично керував регіоном Канто сіцудзі (головним радником) Уесуґі Норіакі. Виховувався під орудою буддистського ченця Ґідо Сюкіна. У 1368 році після смерті Норіакі новим сіцудзі став його син Йосінорі, який перейняв регентством над Асікаґа Удзіміцу.
У 1369 році проти влади Удзіміцу повстали клани Каваґое і Такасака в провінції Мусасі, до яких долучився клан Уцуномія в провінції Сімоцуке. Втім Уесіґі Йосінорі зумів перемогти усіх повстанців, зміцнивши владу асікага в усіх провінціях Канто.
У 1375 році отримав повну владу над Канто, першим офіційно прийнявши титул канто-кубо (значив майже повну рівність із сьогуном). З цього моменту розпочав політику на утворення самостійної держави з Камакурою в якості столиці. Було сформовано адміністративний апарат на кшталт бакуфу. У 1379 році готувався до захоплення влади й повалення сьогуна Асікаґа Йосіміцу. Його сіцудзі Уесіґі Норіхару на знак протесту здійснив сеппуку. Це змісило Удзіміцу на деякий час відмовитися від своїх планів. Також не вдалося укласти тривалий союз з західними кланами Токі і Кюгоку.
У 1382 році розпочав війну проти клану Ояма, що став підтримувати Південну династію. Спочатку вдалося перемогти Ояма Йосімасу, проте остаточно підкорити увесь клан Асікаґа Удзіміцу не міг до самої смерті. 1391 року надав підтримку сьогуну у протистоянні з кланом Ямана. За це отримав керування провінціями Муцу і Дева. Але з часом стосунки з сьогуном Асікаґа Йосіміцу стали погіршуватися. Владнати суперечки допомагали представники роду Уесугі і його старий наставник Ґідо Сюкін.
Своїми енергійними діями Удзіміцу створив потужну фінансово-економічну систему, що дозволяло мати повну скарбницю, а також професійне військо. 1396 року придушив повстання прихильників південної династії на чолі із Йосімуне Садакатою й Йосіхару Йосітакою. Помер у 1398 році. Йому спадкував син Асікаґа Міцукане.